# Cehove, Rozdolne
Cehove (în ucraineană Чехове) este un sat în comuna Serebreanka din raionul Rozdolne, Republica Autonomă Crimeea, Ucraina.

## Demografie
Componența lingvistică a localității Cehove
     Rusă (43,3%)
     Tătară crimeeană (39,32%)
     Ucraineană (16,24%)
Conform recensământului din 2001, nu exista o limbă vorbită de majoritatea populației, aceasta fiind compusă din vorbitori de rusă (43,3%), tătară crimeeană (39,32%) și ucraineană (16,24%).